# Elecciones generales de Granada de 1957
Las elecciones generales de Granada de 1957 tuvieron lugar el 24 de septiembre del mencionado año con el objetivo de renovar los ocho escaños electos del Consejo Legislativo de Granada, entonces una colonia del Imperio británico. Fueron las terceras elecciones realizadas bajo sufragio universal en la historia de Granada. Sin embargo, por entonces la mayor parte del poder político continuaba recayendo en el gobierno británico, y la mitad de los miembros del Consejo Legislativo eran designados.
La elección siguió a un continuo debilitamiento de la popularidad de Eric Gairy y su Partido Laborista Unido de Granada (GULP), en gran medida como consecuencia de su incapacidad para cumplir sus promesas de obtener mayores concesiones de la administración británica y su constante colaboración con las autoridades coloniales. Sin embargo, los grupos opositores permanecieron divididos. Los comicios vieron la primera vez que partidos políticos organizados fuera del GULP competían seriamente con este por el poder político. Tal fue el caso del Partido Nacional de Granada (GNP), liderado por Herbert Blaize y John Watts, y el Movimiento Democrático Popular (PDM), surgido de una escisión del GULP liderada por Lewis Thomas. Otra de las fuerzas en pugna, más pequeño, fue el Partido Laborista Federal de las Islas Occidentales. Asimismo, hubo candidatos independientes, aunque su influencia disminuyó ante la configuración de un sistema de partidos establecido.
El resultado fue muy divisivo geográficamente. El GULP obtuvo el 44,37% de los votos y continuó siendo el partido con mayor apoyo popular en todo el país, aunque solo logró imponerse en dos circunscripciones del sur de la isla, Gairy en la parroquia de Saint George y Thomas Gibbs en la parroquia de Saint David. El GNP logró el 24,36% de los votos e irrumpió con fuerza en el distrito norte de Saint Patrick y en el territorio de Carriacou y Pequeña Martinica (donde Blaize fue elegido parlamentario con facilidad), obteniendo también dos escaños. El PDM obtuvo el 21,58% y ganó dos circunscripciones en el centro de la isla, con Thomas reteniendo su escaño en Saint Andrew South. Theophilus Albert Marryshow fue reelegido como independiente en la circunscripción urbana de Saint George y Ruthven Alison Keen-Douglas, que había sido elegido en Saint Andrew North como candidato del GULP, retuvo la circunscripción de la misma manera. La participación fue del 68,40% del electorado registrado.
Con la aprobación de una nueva constitución para la colonia el 21 de diciembre de 1959, que entró en vigor el 1 de enero de 1960, se concedió un autogobierno limitado para Granada con la creación de un gabinete ejecutivo responsable ante el Parlamento electo por primera vez. El GNP, el PDM y los dos parlamentarios independientes formaron un gobierno de coalición para marginar al GULP, invistiendo a Herbert Blaize como el primer jefe de gobierno electo en la historia de Granada.

## Contexto
A lo largo de la década de 1950, el Partido Laborista Unido de Granada (GULP), encabezado por Eric Gairy, se había erigido como el único partido político estructurado de Granada, entonces una colonia del Imperio británico. Surgido como brazo del movimiento sindical que había encabezado una serie de violentas huelgas en 1951, lo que resultó en la concesión de varios derechos laborales básicos y el sufragio universal, el GULP (antes Partido Popular) ganó por aplastante margen las 1951. Sin embargo, el GULP se mantuvo exclusivamente como vehículo político de Gairy y este rápidamente buscó incrementar su propio poder a costa de un acercamiento con las autoridades coloniales británicas, lo que resultó en que el partido no defendiera grandes mejoras en las condiciones de los trabajadores del archipiélago durante su período en control del Consejo Legislativo entre 1951 y 1954. Esto resultó en que el partido sufriera un declive considerable de votos en las elecciones de 1954. Si bien retuvo sus escaños por ser el único partido que participó frente a un puñado de candidatos independientes, no obtuvo más de la mitad de los sufragios válidamente emitidos.
A partir de 1955, comenzaron a gestarse focos importantes de oposición a Gairy. El Partido Nacional de Granada (GNP) se fundó como brazo político representativo de los sectores conservadores, conducidos por John Watts pero con Herbert Blaize (que había sido candidato independiente en Carriacou en 1954) como principal figura política. Mientras tanto, Gairy comenzó a afrontar un movimiento opositor interno en la persona de L.C.J. Thomas, que había sido electo miembro del Consejo como candidato del GULP. Thomas se distanció del GULP debido a la creciente crisis de popularidad sufrida por el partido y la negativa de Gairy (muy concentrado en retener su propio poder personal y manejar casi todos los aspectos de la fuerza política él mismo) a modernizarlo organizacionalmente. La ruptura entre Gairy y Thomas en 1955 dejó al GULP con solo cinco consejeros (siendo el resto opositores), lo que prácticamente aniquiló el margen de maniobra de Gairy para impulsar iniciativas o afectar las decisiones del Consejo Legislativo por el resto del mandato parlamentario. Para el año siguiente, Thomas y otro miembro del Consejo distanciado de Gairy, Franklyn Carlyle Noel, fundaron un nuevo partido político, el Movimiento Democrático Popular.

## Sistema electoral
Las elecciones se realizaron bajo la Orden del Consejo Legislativo de agosto de 1951. Bajo la normativa política vigente, Granada era una colonia dependiente de las Islas de Barlovento Británicas gobernada con una versión modificada del sistema Westminster. El Consejo Legislativo, compuesto por quince escaños, era el órgano a cargo de la legislación en la colonia y designaba dos miembros del Consejo Ejecutivo a cargo de la administración local. De estos quince escaños, siete serían designados por el gobierno británico, mientras que los ocho restantes serían elegidos directamente mediante un sistema de escrutinio mayoritario uninominal. Para este fin, cada una de las seis parroquias de la colonia, así como la Ciudad de Saint George y las islas de Carriacou y Pequeña Martinica elegirían un miembro del Parlamento por simple mayoría de votos. Cada candidato debía presentar un depósito electoral monetario de 25 libras esterlinas para poder presentarse, y lo perdería si recibiera menos del 12,5% de los votos válidamente emitidos en su circunscripción.

## Resultados

### Nivel general
|  | 44.37 % |

|  | 24.36 % |

|  | 21.58 % |

|  | 1.00 % |

|  | 8.69 % |

|  | 95.63 % |

|  | 4.37 % |

|  | 100.00 % |

|  | 68.40 % |

### Resultados por circunscripción
|  | 36.34 % |

|  | 35.61 % |

|  | 28.05 % |

|  | 97.01 % |

|  | 2.99 % |

|  | 100.00 % |

|  | 65.04 % |

|  | 61.20 % |

|  | 19.49 % |

|  | 19.31 % |

|  | 92.82 % |

|  | 7.18 % |

|  | 100.00 % |

|  | 66.02 % |

|  | 46.35 % |

|  | 45.07 % |

|  | 7.92 % |

|  | 0.66 % |

|  | 95.54 % |

|  | 4.46 % |

|  | 100.00 % |

|  | 59.18 % |

|  | 45.38 % |

|  | 41.58 % |

|  | 13.04 % |

|  | 98.92 % |

|  | 1.08 % |

|  | 100.00 % |

|  | 78.17 % |

|  | 53.88 % |

|  | 43.86 % |

|  | 2.26 % |

|  | 96.13 % |

|  | 3.87 % |

|  | 100.00 % |

|  | 63.79 % |

|  | 52.72 % |

|  | 39.65 % |

|  | 7.64 % |

|  | 97.52 % |

|  | 2.48 % |

|  | 100.00 % |

|  | 70.67 % |

|  | 38.88 % |

|  | 37.97 % |

|  | 23.14 % |

|  | 95.00 % |

|  | 5.00 % |

|  | 100.00 % |

|  | 64.89 % |

|  | 59.98 % |

|  | 40.02 % |

|  | 93.16 % |

|  | 6.84 % |

|  | 100.00 % |

|  | 81.92 % |